# Mistral (1925)
«Містраль» (англ. FR Mistral) — військовий корабель, ескадрений міноносець типу «Бурраск», що перебував у складі Військово-морського флоту Франції у передвоєнний час та за часи Другої світової війни.
«Містраль» був закладений 28 листопада 1923 року на верфі компанії Société Nouvelle des Forges et Chantiers de la Méditerranée у Гаврі. 6 червня 1925 року він спущений на воду, а 21 січня 1928 року увійшов до складу ВМС Франції.

## Історія служби
Коли Франція капітулювала перед Німеччиною в червні 1940 року під час Другої світової війни, «Містраль» шукав притулку на верфі Плімута в Девонпорті. 3 липня 1940 року британці провели операцію «Катапульта», під час якої вони захопили або знищили французькі військові кораблі у французьких і британських портах, щоб запобігти їх потраплянню в руки Німеччини або вішістської Франції. Того дня «Містраль» був частково затоплений у Плімуті під час операції. Пізніше британці підняли його та поставили на службу Королівського флоту як HMS Mistral.
10 червня 1944 року, діючи з Військово-морськими силами Вільної Франції на підтримку вторгнення союзників у Нормандію, «Містраль» був пошкоджений німецьким артилерійським вогнем у протоці Ла-Манш біля Кеневіля. Через серйозні пошкодження, спричинені береговою артилерією нацистів, французький есмінець було оголошено тотально зруйнованим та після війни розібрано на брухт.